# Morpho helenor
Morpho helenor é uma borboleta neotropical da família Nymphalidae, subfamília Satyrinae e tribo Morphini, descrita em 1776 e com subespécies distribuídas do México até a Argentina.

## Descrição
Segundo Adrian Hoskins, Morpho helenor e a espécie relacionada, M. achilles, são reconhecidas pelas amplas faixas verticais de azul brilhante em suas faces superiores e pelos distintos anéis concêntricos em branco, preto, amarelo e vermelho, que formam ocelos no verso de suas asas anteriores e posteriores com tonalidades de verde-oliva e marrom. O tamanho desses ocelos e a largura das bandas azuis sobre o lado superior varia consideravelmente. Em M. helenor, vista por baixo, se apresenta um número de sete a oito ocelos em cada par (anterior e posterior) de asas. A subespécie M. helenor zonaras (do Panamá) possui asas de coloração pálida.
O dimorfismo sexual é acentuado, com as fêmeas de dimensões maiores e menos frequentes; reconhecidas pelas margens escuras mais amplas sobre a superfície das asas.
Lagartas de M. helenor marinita foram encontradas em plantas do gênero Machaerium, Pterocarpus, Lonchocarpus, Platymiscium, Swartzia, Dalbergia, Mucuna e Paragonia (os seis primeiros gêneros pertencentes à família Fabaceae).

## Hábitos
Adrian Hoskins cita que a maioria das espécies de Morpho passa as manhãs patrulhando trilhas ao longo dos cursos de córregos e rios. Nas tardes quentes e ensolaradas, às vezes, podem ser encontradas absorvendo a umidade da areia, visitando seiva a correr de troncos ou alimentando-se de frutos em fermentação.
O mesmo autor ainda cita que esta espécie está adaptada para se reproduzir em uma ampla variedade de habitats florestais, ocorrendo, por exemplo, em florestas secas decíduas ao nível do mar em Guanacaste (Costa Rica), assim como em florestas tropicais úmidas andinas em altitudes de até de 1.800 metros.
Sobre M. helenor achillaena (ex Morpho achillaena), Eurico Santos comenta que no estado do Rio de Janeiro reproduz-se três vezes: a primeira postura começa em fim de dezembro e termina em março ou abril, a segunda vai de maio a agosto e a terceira de setembro a novembro; acrescentando que Morpho, no geral, voa alto; porém que esta não excede a altura de quatro metros.

## Subespécies
Adrian Hoskins comenta que várias espécies do gênero Morpho foram transferidas para subespécies de M. helenor, incluindo Morpho achillaena, Morpho montezuma e Morpho peleides.
M. helenor possui trinta subespécies:
- Morpho helenor helenor - Descrita por Cramer em 1776, de exemplar proveniente do Suriname.[17]
- Morpho helenor achillaena - Descrita por Hübner em 1823, de exemplar proveniente do Brasil.[16]
- Morpho helenor peleides - Descrita por Kollar em 1850, de exemplar proveniente da Colômbia.
- Morpho helenor corydon - Descrita por Guenée em 1859, de exemplar proveniente da Venezuela.[18]
- Morpho helenor montezuma - Descrita por Guenée em 1859, de exemplar proveniente do México.
- Morpho helenor octavia - Descrita por Bates em 1864, de exemplar proveniente da Guatemala.
- Morpho helenor coelestis - Descrita por Butler em 1866, de exemplar proveniente da Bolívia.
- Morpho helenor achillides - Descrita por C. & R. Felder em 1867, de exemplar proveniente do Brasil.[19]
- Morpho helenor leontius - Descrita por C. & R. Felder em 1867, de exemplar proveniente da Colômbia.
- Morpho helenor marinita - Descrita por Butler em 1872, de exemplar proveniente da Costa Rica.[14]
- Morpho helenor papirius - Descrita por Hopffer em 1874, de exemplar proveniente do Peru.
- Morpho helenor popilius - Descrita por Hopffer em 1874, de exemplar proveniente da Colômbia.
- Morpho helenor narcissus - Descrita por Staudinger em 1887, de exemplar proveniente do Panamá.
- Morpho helenor maculata - Descrita por Röber em 1903, de exemplar proveniente do Equador.
- Morpho helenor peleus - Descrita por Röber em 1903, de exemplar proveniente da Venezuela.[20][13]
- Morpho helenor telamon - Descrita por Röber em 1903, de exemplar proveniente da Colômbia.[21]
- Morpho helenor rugitaeniatus - Descrita por Fruhstorfer em 1907, de exemplar proveniente do Equador.
- Morpho helenor theodorus - Descrita por Fruhstorfer em 1907, de exemplar proveniente do Brasil (Amazonas).
- Morpho helenor anakreon - Descrita por Fruhstorfer em 1910, de exemplar proveniente do Brasil (Pernambuco, Bahia).
- Morpho helenor pindarus - Descrita por Fruhstorfer em 1910, de exemplar proveniente do Brasil (Mato Grosso).[12]
- Morpho helenor insularis - Descrita por Fruhstorfer em 1912, de exemplar proveniente de Trinidad.[22]
- Morpho helenor violaceus - Descrita por Fruhstorfer em 1912, de exemplar proveniente do Brasil (Santa Catarina).[23]
- Morpho helenor zonaras - Descrita por Fruhstorfer em 1912, de exemplar proveniente do Panamá.[11]
- Morpho helenor cortone - Descrita por Fruhstorfer em 1913, de exemplar proveniente da Colômbia.
- Morpho helenor macrophthalmus - Descrita por Fruhstorfer em 1913, de exemplar proveniente da Colômbia.
- Morpho helenor tucupita - Descrita por Le Moult em 1925, de exemplar proveniente da Venezuela.
- Morpho helenor charapensis - Descrita por Le Moult & Réal em 1962, de exemplar proveniente do Peru.
- Morpho helenor guerrerensis - Descrita por Le Moult & Réal em 1962, de exemplar proveniente do México.
- Morpho helenor marajoensis - Descrita por Le Moult & Réal em 1962, de exemplar proveniente do Brasil (Pará).
- Morpho helenor ululina - Descrita por Le Moult & Réal em 1962, de exemplar proveniente da Venezuela.[24]